# Please (film)
Please – krótkometrażowa komedia muzyczna z 1933 roku w reżyserii Arvida E. Gillstroma, w której występują Bing Crosby, Vernon Dent i Mary Kornman.

## Obsada
- Bing Crosby jako on sam / Howard Jones
- Vernon Dent jako Elmer Smoot
- Mary Kornman jako Beth Sawyer
- Dickie Kibby jako Sonny
- Dick Elliott jako ojciec Sonny'ego
- Dorothy Vernon jako osoba na widowni